# Soulier d'or belge 1992
Le Soulier d'or 1992 est un trophée individuel, récompensant le meilleur joueur du championnat de Belgique sur l'ensemble de l'année 1992. Ceci comprend donc à deux demi-saisons, la fin de la saison 1991-1992, de janvier à juin, et le début de la saison 1992-1993, de juillet à décembre.

## Lauréat
Il s'agit de la trente-neuvième édition du trophée, remporté par le défenseur du RSC Anderlecht Philippe Albert. En juin 1992, il atteint la finale de la Coupe de Belgique avec le FC Malines, perdue face à l'Antwerp. Il est élu en fin de saison « Joueur professionnel de l'année », et est transféré ensuite à Anderlecht. Il y devient rapidement un joueur essentiel, et c'est fort logiquement qu'il remporte le Soulier d'Or cette année, après avoir déjà terminé deuxième l'année précédente. Il devance deux joueurs « brugeois », le gardien du Club Dany Verlinden et le buteur du Cercle Josip Weber.

## Top-3
| Place | Joueur          | Nationalité | Club(s)                     | Points |
| ----- | --------------- | ----------- | --------------------------- | ------ |
| 1.    | Philippe Albert |             | FC Malines / RSC Anderlecht | 358    |
| 2.    | Dany Verlinden  |             | FC Bruges                   | 152    |
| 3.    | Josip Weber     |             | Cercle Bruges               | 151    |